# Pipera
El barrio de Pipera es un barrio de la ciudad rumana de Voluntari, ubicada en el distrito de Ilfov al norte de Bucarest.
A finales del siglo XIX, era un pueblo entonces llamado "Tătărani", que pertenecía a la comuna Băneasa-Herăstrău y tenía poco más de cien habitantes. En 1925 pasó a la comuna de Colentina-Fundeni. Con el tiempo se unió a Voluntari, que se integró en Bucarest entre 1936 y 1968 y más tarde entre 1981 y 1997. Hasta el año 1995 era una localidad separada físicamente de la capital rumana, pero a raíz del gran boom urbanístico que conoció esta población (se llegó a denominar como El Dorado) fue anexionada a Bucarest. A lo largo de este período de urbanización los precios de las tierras se dispararon, pasando de 1 USD/m² en 1995 a 250 USD/m² en 2005. En estos diez años se construyeron alrededor de unas 1.400 casas unifamiliares, transformando así a Pipera en una de las áreas residenciales más caras de todo Bucarest.
El barrio está comunicado por transporte público con el centro de la capital nacional. La estación de metro de Pipera se encuentra en el extremo norte de la red de metro de la línea 2.